# Бициний
Бици́ний (лат. bicinium) — композиция, написанная для двух голосов и созданная в целях обучения контрапункту или пению. Был распространён в Германии и в странах её культурного влияния в XVI веке. В последнее время[когда?] термин «бициний» стал обозначать любую композицию эпохи Возрождения или раннего барокко для двух вокальных или инструментальных партий, не обязательно выступавшую в качестве учебного пособия.

## Краткая характеристика
Понятие «бициний» впервые регистрируется в органной табулатуре Яна из Люблина, составленной в 1537–1548 годах. Большое количество нотных сборников с бициниями были опубликованы в течение следующих десятилетий в Германии (например, сборник пьес Зета Кальвизия), Нидерландах и некоторых других странах, поскольку стала очевидной практическая польза от исполнения таких пьес (учащимся легче освоить пение одной партии в дуэте, чем в более крупном ансамбле). Кроме того, Мартин Лютер заявил, что дети должны изучать как музыку, так и главные положения христианства ― намерения Лютера выполнил сборник бициниев с немецкими текстами псалмов[уточнить].
Обычно бицинии предназначались для исполнения учащимися одного возраста и способностей, а не учеником и учителем.
Учебный план, заключающийся в постепенном переходе от двухголосных пьес к композициям для трёх и более голосов, был подробно изложен швейцарским гуманистом Генрихом Глареаном в его «Додекахорде» (1547), одном из самых влиятельных трактатов по теории музыки и педагогике эпохи Возрождения. Среди самых известных композиторов, сочинявших бицинии, ― Иоганн Эрнст Альтенбург, Матиас Грейтер, Зет Кальвизий и др.
Похожее сочинение для трёх голосов, созданное в качестве учебного пособия, известно под названием «трициний» (лат. tricinium).